# Cuatro Gatos (banda)
Cuatro Gatos fue una banda española formada en 2001 por Juan Miguel Rodríguez, Joaquín Arellano y Pedro Vela, todos ellos provenientes del grupo Ñu.  Su música se centra fundamentalmente en el heavy metal, aunque también entremezclan matices de otros estilos, como el metal progresivo. 
Cuatro Gatos ha lanzado al mercado cuatro álbumes de estudio, tres LP (uno de ellos junto a un DVD) y un maxisencillo, todos ellos con la compañía discográfica Avispa Music. 

## Miembros
Actuales
- Juan Miguel Rodríguez: teclista (2001-2007), cantante (desde 2007)
- Covadonga Martínez: cantante (desde 2007)
- Pedro Vela: guitarrista (desde 2001)
- Joaquín Arellano “El Niño”: batería (desde 2001)
- Ismael Filteau “Filtho”: teclista (desde 2010)
- Óscar Salas “Cherokee”: bajista (desde 2010)

Anteriores
- Iván Urbistondo: cantante (2002-2004)
- Alex Fracchia: cantante (2004-2006)
- Juan Félix Bejarano “El Jota”: cantante (2006-2007)
- Javier Canseco: bajista (2001-2009)
- Carlos Álvarez: teclista (2007-2010)

## Historia

### Inicios
Cuatro Gatos nace aproximadamente a finales del año 2001, cuando tres componentes del grupo de rock Ñu (Juan Miguel Rodríguez, Pedro Vela y Joaquín Arellano), deciden formar una nueva banda. El nombre escogido para la nueva formación proviene del disco homónimo publicado por Ñu en ese mismo verano de 2001.
Antes de las navidades de 2001, el bajista Javier Canseco se unió a la banda, y en abril de 2002 Iván Urbistondo, hasta entonces cantante de Beethoven R, entró también a formar parte de Cuatro Gatos, por lo que la formación ya estaba completa.
Una vez cubiertos todos los puestos, el grupo realiza la grabación de su primera maqueta, producida de forma casera y que incluía los temas “Hermano enemigo”, “Tras el cristal”, “Más allá de la realidad”, “Un extraño en mi cabeza”, “En tierra de nadie” e “Inmortal”, que a la postre formarían parte de su primer álbum.
En agosto de 2002, Cuatro Gatos debuta en directo acompañando a Mägo de Oz en un concierto en Alcalá de Henares (Madrid), y en enero de 2003 son por primera vez cabezas de cartel en un concierto en la sala Silikona  de Madrid. Poco después, la banda firma un contrato con la discográfica Avispa Music y se embarca en la realización de su primer álbum, La Caja de Música, que finalmente es lanzado a la venta en septiembre de 2003.

### La Caja de Música
Tras el lanzamiento de su primer álbum, Cuatro Gatos da algunos conciertos por la geografía española junto a Mägo de Oz. Finalmente, el 20 de febrero de 2004, Cuatro Gatos presenta su disco en la sala Caracol  de Madrid. Tras un tiempo sin conciertos, la banda toca en el festival Viña Rock, actuación que sería la última con la formación original ya que, pocos días después, el cantante Iván Urbistondo anuncia su salida de la banda y su vuelta a Beethoven R.
Después de la salida de Iván del grupo, Cuatro Gatos se enfrasca en la búsqueda de un nuevo cantante, que se ve satisfecha en agosto de 2004 con la entrada en la banda del uruguayo Alex Fracchia. Una vez ocupado el puesto de vocalista, el grupo comienza a trabajar con más fuerza en su nuevo álbum, basado en una historia conceptual creada por Juan Miguel en la cual se relataba la historia de un individuo angustiado por la falta de sentido de su vida, y que previsiblemente iba a llamarse “Phobia”, en referencia a un tema donde cantaba a la insoportable sensación de que alguien pudiera contaminarlo si lo tocaba.
La grabación del nuevo disco, que finalmente llevaría el título de Esférica, se produjo entre diciembre de 2004 y febrero de 2005, periodo tras el cual Cuatro Gatos va adelantando algunos de los nuevos temas en diversos conciertos con bandas como Mägo de Oz o Silver Fist.

### Esférica
Finalmente, Cuatro Gatos lanza su segundo álbum de estudio, Esférica, el 4 de abril de 2005. El nuevo trabajo no tiene la acogida esperada por la banda entre el público, no ya a nivel de críticas, las cuales fueron generalmente buenas, sino en cuanto al desconocimiento por parte de muchos de los seguidores del lanzamiento del álbum. 
Musicalmente las canciones de Esférica, al ser de corte más complejo que las de La Caja de Música, tuvieron también ciertas dificultades para llegar al público. Además, Alex Fracchia abandona la banda a principios del año 2006, a causa de ciertas críticas realizadas por su diferencia vocal con Iván Urbistondo.
Después de este hecho, la banda se lanza de nuevo a la busca de un nuevo vocalista. J.F. Bejarano “El Jota”, contrastado cantante, actor y modelo, se va a encargar de tomar las riendas en este apartado desde finales de 2006.

### Transición
La banda, animada por la entrada del nuevo cantante, comienza a trabajar para adecuar las canciones antiguas a la nueva voz de El Jota, produciéndose finalmente el debut de la nueva formación en la primavera de 2007 en la sala Ritmo y Compás  de Madrid, con buenas críticas.
El grupo comienza a trabajar en los nuevos temas para su siguiente trabajo. No obstante, disensiones en el seno de la banda sobre el ritmo que debe tomarse dan con J.F. Bejarano fuera de la formación, tras un concierto en Urex de Medinaceli.
Tras la renuncia del cantante, el resto de componentes de Cuatro Gatos se reúne para decidir el futuro de la banda. Finalmente, y tras sopesar incluso la disolución, se decide que Juan Miguel Rodríguez tomará las riendas vocales de la banda y que, además, no lo hará solo, sino acompañado de una voz femenina. Dicha voz queda personificada en la figura de Covadonga Martínez. Además, Carlos Álvarez, teclista de Arion, se haría cargo de los teclados en las actuaciones en directo.
A principios de 2008, la banda vuelve a los conciertos con la mente puesta en el lanzamiento de un nuevo álbum. La grabación de este nuevo disco se inicia el 18 de agosto de 2008.
Una vez grabado el álbum, se plantea la necesidad de incluir algunos temas aparte, ya que no encajaban con el proyecto del disco principal. Por ello, se decide lanzar un maxisencillo con dos canciones del disco más dos inéditas. A todo ello, se le suma la inclusión de un DVD junto al LP, que contendría dos videoclips y diversos contenidos.
El 26 de enero de 2009 sale a la venta el maxisencillo Mañana quizá sea peor, y escasamente un mes más tarde, el 23 de febrero, ve la luz el LP+DVD El sueño de la razón.

### El sueño de la razón
El tercer álbum de estudio de Cuatro Gatos recibe buenas críticas desde su lanzamiento, al igual que el DVD, que desvela en clave de humor algunos de los pasos de la producción del disco, además de incluir una galería de fotos y dos videoclips de los temas “Cruce de Caminos” (grabado en el IES Las Musas de Madrid ) y “Adiós” (grabado en Localrock Sur ), junto a un “making off” del primero.
Tras el lanzamiento del disco, la banda realiza una serie de conciertos en Madrid y Toledo presentando los nuevos temas. Sin embargo, en septiembre de 2009 el bajista Javier Canseco abandona la banda para dedicarse a otros proyectos. De igual forma, el que había sido teclista en los directos, Carlos Álvarez, se despide del grupo en febrero de 2010 para poder dedicar más tiempo a su banda principal, Arion.
Para suplir las dos bajas, Cuatro Gatos incorpora en febrero de 2010 al teclista Ismael Filteau “Filtho” y al bajista Óscar Salas "Cherokee".
En octubre del 2010 lanzaron un trabajo acústico de nombre Me arriesgaré. A finales de 2014 la banda se separa.

## Discografía
- 2003 - La Caja de Música, LP, Avispa Music
- 2005 - Esférica, LP, Avispa Music
- 2008 - Mañana quizá sea peor, maxisencillo, Avispa Music
- 2009 - El sueño de la razón, LP+DVD, Avispa Music
- 2010 - Me Arriesgaré, LP acústico, Avispa Music